# Sonic Chronicles : La Confrérie des ténèbres
Sonic Chronicles : La Confrérie des ténèbres (Sonic Chronicles : The Dark Brotherhood), connu sous le nom de Sonic Chronicles: Invaders from the Dark Dimension (ソニッククロニクル 闇次元からの侵略者, Sonikkukuronikuru yami jigen kara no shinryaku-sha), au Japon est un jeu vidéo de rôle créé par Sega en alliance avec BioWare. Ce jeu est sorti sur la Nintendo DS en septembre 2008, conçu pour un joueur, toutefois le jeu permet un échange avec les chaos. Le jeu est entièrement tactile mais les bouton L et R peuvent toutefois être utilisés pour la commande action. Il s'agit de l'un des rares jeux où le Docteur Eggman n'est pas le méchant mais un allié, même si l'on doit combattre ses robots principalement dans le premier acte. Une suite du jeu était prévue.

## Système de jeu
Il s'agit d'un jeu 3D au tour par tour, totalement tactile où l'on incarne Sonic (ne peut être retiré de l'équipe) et ses amis.
Les attaques spéciales déclenchent une animation spéciale à enclencher au stylet obtenables par des points de compétences acquis après chaque gain de niveau (max 30 niv), elles possèdent chacune 3 stades d'amélioration. L'ordination des points est réinitialisé après chaque nouvelle partie à l’exception de Sonic, parmi les personnages certains ne peuvent pas acquérir toutes les améliorations tel que Sonic.Il existe aussi des attaques en duo, trio voire quatuor. Pour effectuer ces combinaisons il est nécessaire d'avoir les personnages requis. 
On collecte des objets rings, chaos ou boîte à objets dans les mondes le reste du temps. 
L'histoire est découpée en dialogues à choix multiples qui altéreront quelque peu l'histoire (Amy+Dexter).

## Histoire
L'histoire est divisée en deux grandes parties, elles-mêmes divisées en sept chapitres. La première prend place dans le monde de Sonic, où il rallie ses amis avec lui afin de préserver les émeraudes des méchants. La seconde prend place dans une dimension parallèle appelée « Cage Parallèle », afin de récupérer les émeraudes et de stopper les méchants.
ACTE 1
Après que Sonic et ses amis aient coulé le "Vaisseau œuf" d'Eggman, tout le monde le croit mort et pense qu'il a disparu pour de bon. Le hérisson s'offre donc des vacances durant lesquelles Tails le contacte et l'informe que Knuckles a été enlevé par les Maraudeurs. En chemin, ils rencontrent Amy qui était partie en vacances avec Dexter (personnage non existant). Une fois arrivés à la ville, Rouge les escorte au commandant GUN, qui les informe au sujet des Maraudeurs. Ils parviennent à trouver leur base avec l'aide de Big the Cat dans le marais où Knuckles était prisonnier. Ils parviennent après à retrouver Eggman et à le rallier à leur cause, puis Shadow. Avant d'aller à Metropolis, il rencontre Shade, un sbire de l'empereur Ix faisant partie de la même lignée que Knuckles. [...] Shade s'allie à Sonic, comprenant les véritables desseins de son maître après qu'Ix ait volé la Master Emeraude sous les yeux de Sonic. À partir de là, Eggman construit un vaisseau pour aller dans la dimension parallèle et n'est plus jouable, il reconstruira sa ville à partie d'ici.
ACTE 2
Sonic et ses amis arrivent dans la nouvelle dimension avec plusieurs contrées avec chaque peuple différent :
- Kron (parle en inversant l'ordre des mots)
- N'rrga (n'aime pas les Zoah)
- Zoah (n'aime pas les N'rrga)
- Voxai (tribu divisée en 2 "zones")
- Maraudeur (une barrière protège leur monde accessible à tout moment grâce à leur ceinture dimensionnelle)

Les maraudeurs apparaissent chez chaque peuple après les avoir trahis.
Après avoir rallié chaque peuple à leur cause, l'équipe parvint à briser une partie de la barrière de la  « Nocturne »  temporairement afin de battre Lord IX en récoltant au passage 2 émeraudes de Charyb et Scylla. Après que Super Sonic ait battu Lord IX, le jeu prend fin, avec une mystérieuse connotation annonçant une possible suite (très peu probable actuellement) au retour de Sonic et ses amis dans la ville d'Eggman.

## Personnages
Les personnages sont divisés en classes en fonction de leur rôle au combat. Les personnages rejoignent la partie automatiquement à l’exception de Cream et Omega qui sont à débloquer.
Ordre d'acquisition :
- Sonic the Hedgehog (Puissant)
- Amy Rose (Polyvalent)
- Miles "Tails" Prower (Soutien)
- Rouge the Bat (Polyvalent)
- Big the Cat (Soutien)
- Knuckles the Echidna (Puissant)
- Cream the Rabbit (Soutien) (optionnel)
- Doctor Eggman (Polyvalent)
- Shadow the Hedgehog (Puissant)
- E-123 Omega (Puissant) (optionnel)
- Shade the Echidna (Puissant)

## Objets
Il existe plusieurs sortes d'objet de le jeu :
- Les rings (représentant l'argent du jeu), ils s'obtiennent en parcourant les régions en les collectant (quantité non renouvelable), ou pendant un combat en fuyant (très peu), ou en vendant des objets au magasin (devenant le moyen principal d'en acquérir après avoir fini moult fois le jeu).
- Les chaos (sortes de fée du jeu) donnant des caractéristiques particulières, ils sont regroupés en plusieurs classes en fonction de leur rareté, on peut en trouver partout dans le jeu sous forme d'œufs qui éclosent après un moment.Leur effet peut augmenter en échangeant avec d'autre joueur possédant le jeu.
- Les équipements, spécifiques à chaque personnage (sauf pour les amulettes/anneaux). Parmi les sets on trouve les chaussures, les poings et d'autres. Omega est le seul à avoir un set d'équipement unique .
- Les objets « comestibles » permettant de regagner de la santé ou améliorer temporairement une statistique
- Les objets de quête tels que les Chaos Emeralds, le journal ou les détecteurs d'Eggman.